# Silver Lake, Indiana
Silver Lake är en kommun (town) i Kosciusko County i Indiana. Vid 2010 års folkräkning hade Silver Lake 915 invånare.